# Niebezpieczny oddział
Niebezpieczny oddział (ang. Danger Force, 2020-2024) – amerykański serial komediowy stworzony przez Christophera J. Nowaka oraz wyprodukowany przez wytwórnię Nickelodeon Productions. Spin-off serialu Niebezpieczny Henryk.
Premiera serialu odbyła się w Stanach Zjednoczonych 28 marca 2020 na amerykańskim Nickelodeon. W Polsce serial zadebiutował 16 listopada 2020 na antenie Nickelodeon Polska.

## Fabuła
Superbohater Kapitan B, były szef Henryka postanawia stworzyć nową drużynę pomocników o nazwie Niebezpieczny oddział. Kapitan B i Ścios zakładają szkołę i rekrutują czterech nowych dzieciaków – Chapę, Milesa, Mikę i Bose’a, aby nauczyć jak panować ze swoimi nadprzyrodzonymi mocami, które pomogą im w walce ze złem w Swellview.

## Produkcja
Dnia 19 lutego 2020 zostało ogłoszone, że spin-off serialu o Niebezpiecznym Henryku Niebezpieczny oddział miał premierę 28 marca 2020 na amerykańskim Nickelodeon. Do spin-offu serialu ponownie zatrudniono Coopera Barnesa w roli Raya / Kapitana B oraz Michaela D. Cohena w roli Ściosa. Zostało również potwierdzone, że pierwszy sezon serialu otrzymał zamówienie na pierwsze trzynaście odcinków. Producentem wykonawczym oraz pomysłodawcą serialu został Christopher J. Nowak. Producentami serialu zostali Cooper Barnes i Jace Norman. Dnia 4 sierpnia 2020 zostało ogłoszone, że pojawi się pięcioodcinkowa seria zdalnie produkowanych „minizodów”, która miała premierę cztery dni później, 8 sierpnia. 18 marca 2021 roku serial został przedłużony o drugi sezon na 26 odcinków.

## Obsada
- Cooper Barnes jako Ray / Kapitan B[3]
- Michael D. Cohen jako Ścios[3]
- Havan Flores jako Chapa
- Terrence Little Gardenhigh jako Miles
- Dana Heath jako Mika
- Luca Luhan jako Bose

## Odcinki

### Seria 1 (2020–2021)
| Nr | Tytuł                           | Tytuł polski                    | Reżyseria         | Scenariusz                           | Premiera          | Premiera w Polsce    | Kod |
| -- | ------------------------------- | ------------------------------- | ----------------- | ------------------------------------ | ----------------- | -------------------- | --- |
| 1  | The Danger Force Awakens        | Niebezpieczny oddział się budzi | Mike Caron        | Christopher J. Nowak                 | 28 marca 2020     | 16 listopada 2020    | 101 |
| 2  | Say My Name                     | ---                             | Adam Weissman     | Jake Farrow                          | 4 kwietnia 2020   | nieemitowany         | 103 |
| 3  | Ray Goes Cray                   | Ray szalej                      | Evelyn Belasco    | Samantha Martin                      | 11 kwietnia 2020  | 17 listopada 2020    | 102 |
| 4  | Villains’ Night                 | Wieczór tylko dla łotrów        | Michael D. Cohen  | Andrew Thomas                        | 18 kwietnia 2020  | 18 listopada 2020    | 104 |
| 5  | Mime Games                      | Mimie figle                     | Russ Reinsel      | Sam Becker                           | 25 kwietnia 2020  | 19 listopada 2020    | 105 |
| 6  | Quaran-kini                     | Kwarantanna                     | Mike Caron        | Christopher J. Nowak                 | 9 maja 2020       | 23 listopada 2020    | 999 |
| 7  | Chapa’s Crush                   | Zabujana Chapa                  | David Kendall     | Jessica Poter                        | 1 sierpnia 2020   | 20 listopada 2020    | 106 |
| 8  | Return of the Kid               | Powrót Młodego                  | Mike Caron        | Jake Farrow                          | 7 listopada 2020  | 5 kwietnia 2021      | 109 |
| 9  | Mika in the Middle              | Rozdarta Mika                   | Mike Caron        | Nathan Knetchel                      | 14 listopada 2020 | 5 kwietnia 2021      | 108 |
| 10 | The Thousand Pranks War: Part 1 | Wojna tysiąca kawałów, część 1  | Mike Caron        | Angela Yarbrough                     | 21 listopada 2020 | 6 kwietnia 2021      | 110 |
| 11 | The Thousand Pranks War: Part 2 | Wojna tysiąca kawałów, część 2  | Mike Caron        | Angela Yarbrough                     | 28 listopada 2020 | 7 kwietnia 2021      | 111 |
| 12 | Down Goes Santa: Part 1         | Upadek Mikołaja, część 1        | Mike Caron        | Nathan Knetchel                      | 12 grudnia 2020   | 8 kwietnia 2021      | 112 |
| 13 | Down Goes Santa: Part 2         | Upadek Mikołaja, część 2        | Mike Caron        | Sam Becker                           | 18 grudnia 2020   | 9 kwietnia 2021      | 113 |
| 14 | Vidja Games                     | Gry Vidja                       | Evelyn Belasco    | Andrew Thomas                        | 23 stycznia 2021  | 20 września 2021     | 114 |
| 15 | Test Friends                    | Testuj znajomych                | Elvira Ibragimova | Samantha Martin                      | 30 stycznia 2021  | 21 września 2021     | 115 |
| 16 | Lil’ Dynomite                   | Dynomit                         | Evelyn Belasco    | Jake Farrow                          | 6 lutego 2021     | 22 września 2021     | 116 |
| 17 | Monsty                          | Potwóś                          | Russ Reinsel      | Nick Dossman i Shamar Michael Curry  | 20 lutego 2021    | 24 września 2021     | 118 |
| 18 | Twin It to Win It               | Bliźniak wygrywa                | Mike Caron        | Christopher J. Nowak                 | 27 lutego 2021    | 23 września 2021     | 117 |
| 19 | Radioactive Cat                 | Radioaktywny kot                | Evelyn Belasco    | Angela Yarbrough                     | 6 marca 2021      | 27 września 2021     | 119 |
| 20 | Miles Has Visions               | Miles ma wizje                  | Adam Wiseman      | Sam Becker                           | 13 marca 2021     | 28 września 2021     | 120 |
| 21 | Captain Man Strikes Out         | Kapitan strajkuje               | Mike Caron        | Nathan Knetchel                      | 12 czerwca 2021   | 30 września 2021     | 122 |
| 22 | Manlee Man                      | Męscy mężczyźni                 | Michael D. Cohen  | Andrew Thomas i Michael D. Cohen     | 19 czerwca 2021   | 15 października 2021 | 125 |
| 23 | SW. A. G. Is Haunted            | Nawiedzona szkoła               | Adam Weissman     | Angela Yarbrough                     | 26 czerwca 2021   | 29 września 2021     | 121 |
| 24 | Family Lies                     | Rodzinne kłamstwa               | Evelyn Belasco    | Christopher J. Nowak i Jake Farrow   | 3 lipca 2021      | 1 października 2021  | 123 |
| 25 | Earth to Bose                   | Ziemia do Bose'a                | Russ Reinsel      | Samantha Martin                      | 10 lipca 2021     | 4 października 2021  | 124 |
| 26 | Drive Hard                      | Twarda jazda                    | Mike Caron        | Andrew Thomas i Shamar Michael Curry | 17 lipca 2021     | 15 października 2021 | 126 |

### Seria 2 (od 2021)
| Nr | Tytuł                      | Tytuł polski                       | Reżyseria             | Scenariusz           | Premiera             | Premiera w Polsce | Kod |
| -- | -------------------------- | ---------------------------------- | --------------------- | -------------------- | -------------------- | ----------------- | --- |
| 27 | An Imposter Among Us       | Oszust wśród nas                   | Mike Caron            | Christopher J. Nowak | 23 października 2021 | 23 maja 2022      | 201 |
| 28 | A Danger Among Us          | Wejście Drexa                      | Mike Caron            | Jake Farrow          | 30 października 2021 | 24 maja 2022      | 202 |
| 29 | A Cyborg Among Us          | Cyborg wśród nas                   | Mike Caron            | Andrew Thomas        | 6 listopada 2021     | 25 maja 2022      | 203 |
| 30 | A Henry Among Us           | Henryk wśród nas                   | Mike Caron            | Christopher J. Nowak | 13 listopada 2021    | 26 maja 2022      | 204 |
| 31 | Krampapalooza              | Krampuspreza                       | Michael D. Cohen      | Shamar Michael Curry | 20 listopada 2021    | 30 maja 2022      | 207 |
| 32 | Mika’s Musical             | Musical Miki                       | Mike Caron            | Shukri R. Abdi       | 6 stycznia 2022      | 12 czerwca 2022   | 206 |
| 33 | Dude, Where’s My Man Bugy? | Gościu, gdzie mój Ka-Buggy?        | Russ Reinsel          | Nathan Knethel       | 13 stycznia 2022     | 27 maja 2022      | 205 |
| 34 | Power Problems: Part 1     | ---                                | Evelyn Belasco        | Adrian McNair        | 20 stycznia 2022     | ---               | 210 |
| 35 | Power Problems: Part 2     | ---                                | Evelyn Belasco        | Jake Farrow          | 27 stycznia 2022     | ---               | 211 |
| 36 | Attack of the Clones       | ---                                | Leonard R. Garner Jr. | Jake Farrow          | 3 lutego 2022        | ---               | 212 |
| 37 | Bottle Snatchers           | Złodzieje Butelek                  | Elvira Ibragimova     | Rachel Wenitsky      | 10 lutego 2022       | 31 maja 2022      | 208 |
| 38 | The Girl Who Cried Danger  | Dziewczyna, która wzywa na ratunek | Mike Caron            | Dicky Murphy         | 17 lutego 2022       | 30 maja 2022      | 209 |

### Odcinki krótkometrażowe (od 2020)
| Nr | Tytuł                        | Tytuł polski | Premiera         | Premiera w Polsce | Kod |
| -- | ---------------------------- | ------------ | ---------------- | ----------------- | --- |
| 1  | Secrets Revealed!            | ---          | 8 sierpnia 2020  | nieemitowany      | 001 |
| 2  | Danger Force Troll Smackdown | ---          | 15 sierpnia 2020 | nieemitowany      | 002 |
| 3  | Leaked Video Pt. 1           | ---          | 22 sierpnia 2020 | nieemitowany      | 003 |
| 4  | Leaked Video Pt. 2           | ---          | 29 sierpnia 2020 | nieemitowany      | 004 |
| 5  | Prank War                    | ---          | 5 września 2020  | nieemitowany      | 005 |